# سنکو
سنکو (به لاتین: Sênco) یک منطقهٔ مسکونی در جمهوری خلق چین است که در منطقه خودمختار تبت واقع شده‌است. سنکو
- نفر جمعیت دارد.